# Kruiskerk (Bergum)
De Kruiskerk is een kerkgebouw in Bergum in de Nederlandse provincie Friesland. Het gebouw is een rijksmonument.

## Beschrijving
De kerk werd in de 12e eeuw gesticht als parochiekerk en gewijd aan Martinus van Tours. De onderste drie geledingen van de toren zijn van tufsteen. In de 13e eeuw werd de toren verhoogd en werd de kerk driebeukig met smalle spitsboogvensters. In de 14e eeuw werd de romanogotische kerk door uitbreidingen een kruiskerk. De dwarspanden zijn groter dan een van de traveeën. Het middenschip heeft een koepelgewelven. Op het plafond zijn schilderingen aangebracht. Het orgel uit 1788 is gemaakt door Lambertus van Dam. In de toren van de kerk hangt een klok die in 1662 is gegoten door Jurrien Balthasar. Op de klok komt onder andere voor het wapen van Aernt van Hillama die toen slot Hillama bewoonde.
In de 12e eeuw werd het Sint-Nicolaasklooster of Barraconvent te Bergum gesticht door Reguliere Kanunniken van Sint Augustinus De kerk werd nu kloosterkerk. In 1580 ging het klooster vanwege de Reformatie in eigendom over naar de provincie die bekend maakte dat iedereen het mocht afbreken. Een jaar later werd besloten de gebouwen af te branden, "opdat de vijanden (Spanjaarden) daarvan geen roofnesten make". De kerk bleef bestaan, maar in het begin van de 17e eeuw werden de zijbeuken afgebroken. Ze zijn in 1952-'57 herbouwd.

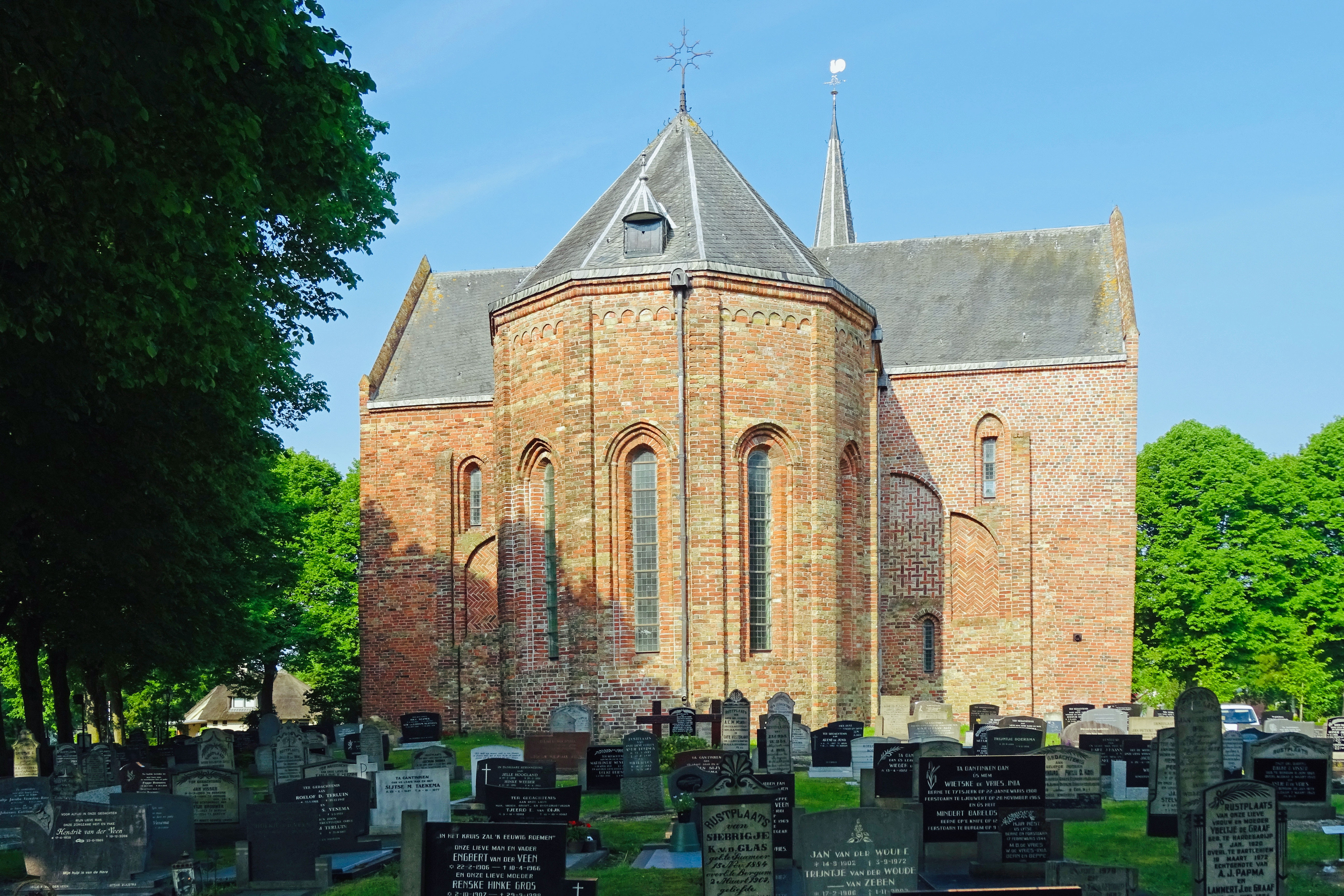
kerk in 2021
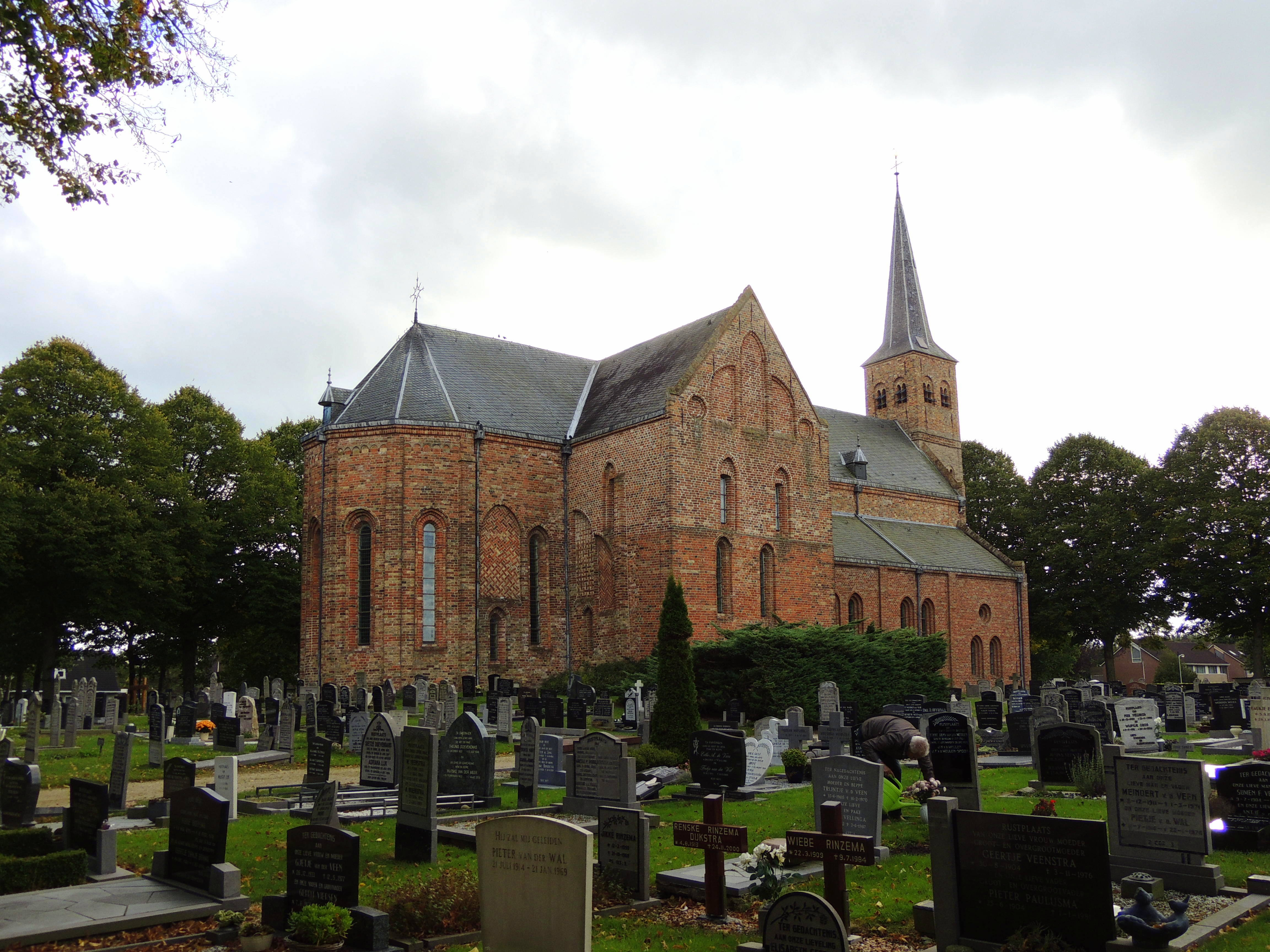
kerk in 2012
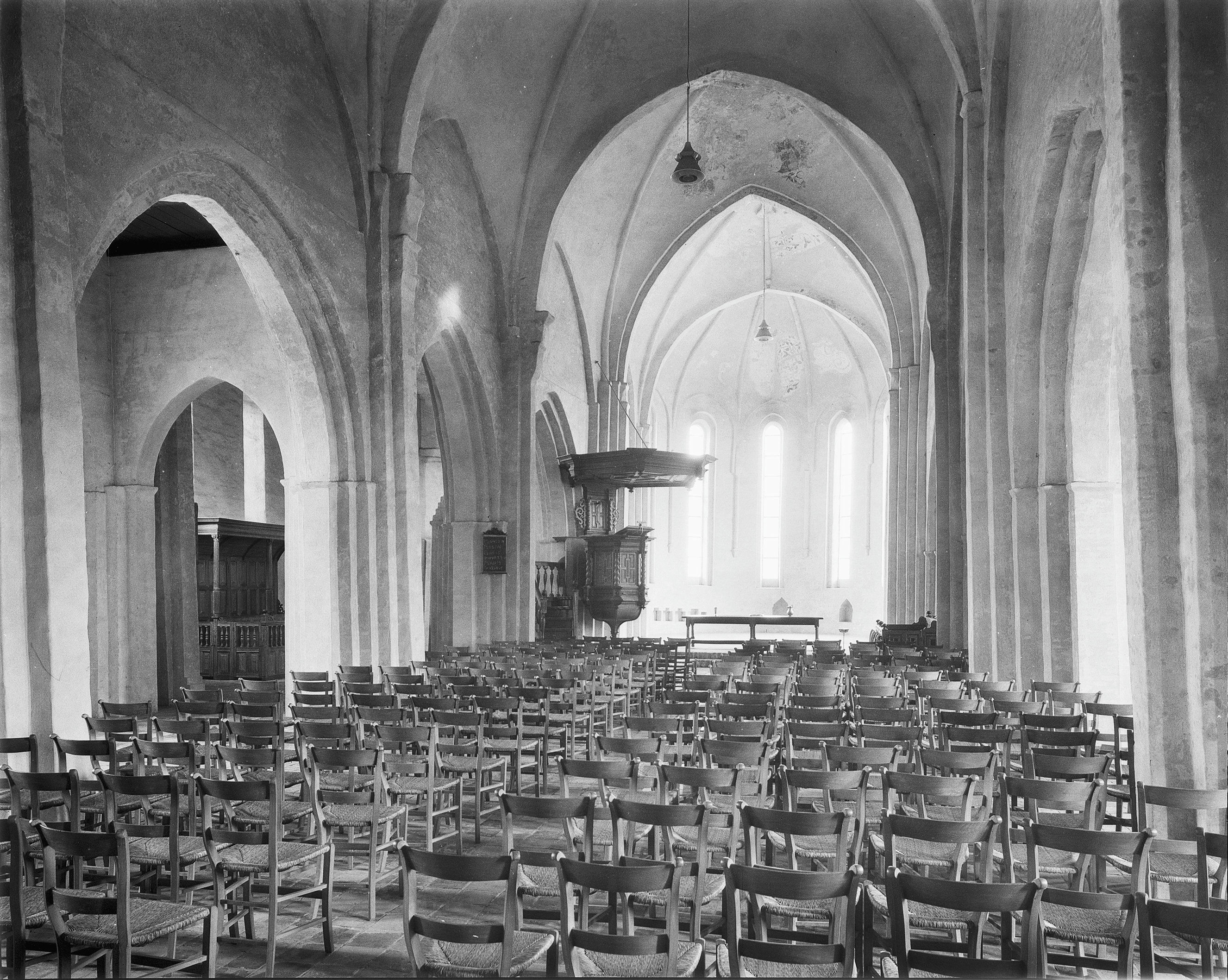
Interieur (1959)